# Vignale
Vignale je naselje in občina v francoskem departmaju Haute-Corse regije - otoka Korzika. Leta 1999 je naselje imelo 165 prebivalcev.

## Geografija
Kraj leži v severnem delu otoka Korzike 26 km jugozahodno od središča Bastie.

## Uprava
Občina Vignale skupaj s sosednjimi občinami Biguglia, Borgo in Lucciana sestavlja kanton Borgo s sedežem v istoimenskem kraju. Kanton je sestavni del okrožja Bastia.
1. ↑  »Populations légales 2016«. Nacionalni inštitut za statistične in gospodarske raziskave. Pridobljeno 25. aprila 2019.